# Lufthansa-Flug 649
Am 22. Februar 1972 wurde eine Boeing 747-200 der Lufthansa mit dem Taufnamen „Baden-Württemberg“ von palästinensischen Terroristen auf dem Flug 649 von Delhi nach Athen entführt. Nach einer Lösegeldzahlung der deutschen Bundesregierung in Höhe von 5 Millionen US-Dollar wurden am Folgetag alle Geiseln an Bord freigelassen.

## Die Entführung
Lufthansa-Flug 649 führte von Tokyo über Hong Kong, Bangkok, Delhi und Athen nach Frankfurt. Am Dienstag, dem 22. Februar 1972 wurde die Boeing 747-200 (Luftfahrzeugkennzeichen D-ABYD) auf dem Teilstück von Delhi nach Athen von fünf, mit Pistolen und Sprengsätzen bewaffneten Terroristen entführt. Die Entführung begann gegen 13 Uhr Ortszeit, eine halbe Stunde nachdem die Maschine mit 172 weiteren Passagieren und 15 Crewmitgliedern von Delhi aus in Richtung Athen gestartet war.
Die Terroristen gaben sich als Mitglieder der „Organisation for Resisting Zionist Persecution“ aus. Die nachfolgenden Untersuchungen ergaben, dass die Operation von der PFLP gesteuert wurde. Jeweils zwei der Terroristen hatten das Flugzeug in Bangkok und Delhi betreten, während der fünfte Terrorist bereits in Hongkong zugestiegen war.
Zunächst befahlen die Entführer eine Landung des Jumbo-Jets auf einer unbefestigten Landebahn in der arabischen Wüste. Nachdem die Besatzung ein solches Manöver als zu riskant eingeschätzt hatte, stimmten die Palästinenser stattdessen einer Landung auf dem Flughafen Aden in der damaligen Demokratischen Volksrepublik Jemen zu. Nach der dortigen Landung wurden alle Frauen und Kinder sowie eine Stewardess freigelassen.
Wenige Stunden nach Beginn der Entführung gaben die Entführer ihre Forderung bekannt: Das Flugzeug würde am nächsten Morgen gegen 9 Uhr Ortszeit gesprengt werden, sofern bis dahin keine Lösegeldzahlung in Höhe von 5 Millionen US-Dollar erfolgt sei. Die Übergabe sollte gemäß dem Erpresserschreiben in der Nähe Beiruts erfolgen. Die westdeutsche Regierung (zum Zeitpunkt der Entführung waren 80 % des Lufthansa-Kapitals im Besitz der öffentlichen Hand) entschied sich, vollumfänglich und ohne weitere Verhandlungen auf die Forderungen der Erpresser einzugehen.
Nachdem die Entführer am 23. Februar über den Eingang des Lösegeldes informiert worden waren, wurden die männlichen Passagiere, unter denen sich der damals 19-jährige Joseph P. Kennedy befand, freigelassen und konnten an Bord einer für diesen Zweck eingeflogenen Boeing 707 der Lufthansa steigen. Die Boeing 707 musste jedoch vor dem Start für weitere drei Stunden am Boden verbleiben.
Die 14 verbleibenden Mitglieder der Besatzung wurden bis zum Abend als Geiseln in der Baden-Württemberg festgehalten. Obwohl die genaue Höhe der Lösegeldzahlung initial unter Verschluss gehalten werden sollte, u. a. um Nachahmeraktionen zu vermeiden, wurde sie bereits zwei Tage nach der Befreiung der Geiseln vom damaligen Bundesverkehrsminister Georg Leber bekannt gegeben. Diese Summe war der IATA zufolge die höchste Lösegeldzahlung, die zum damaligen Zeitpunkt je für ein Flugzeug gezahlt worden war.

## Folgen und politischer Hintergrund

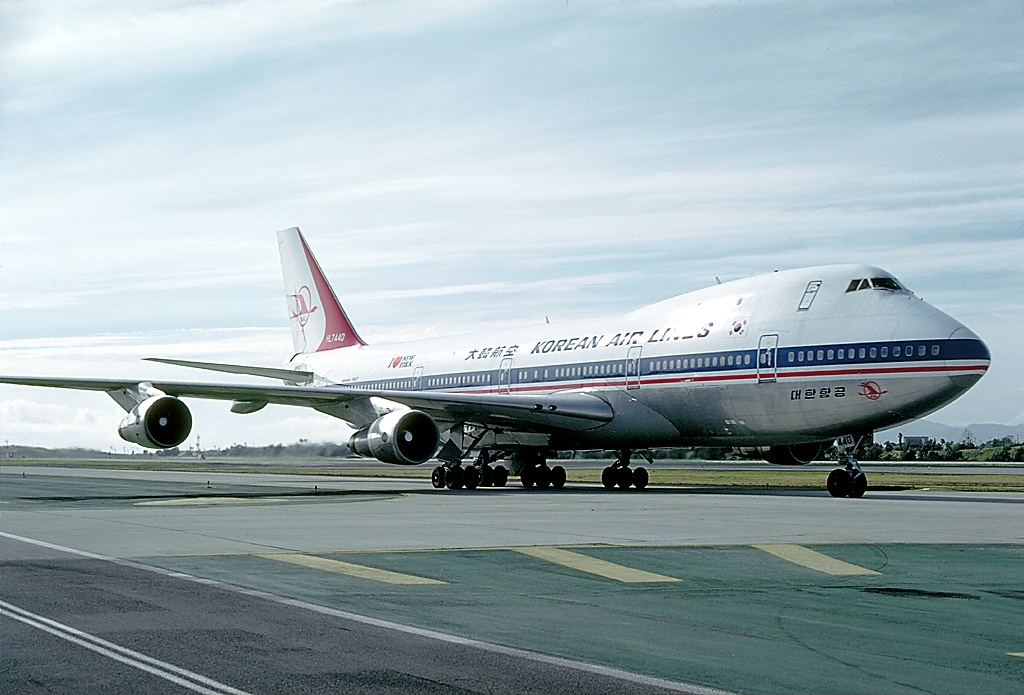
Die entführte Maschine nach ihrem Verkauf an Korean Air auf dem Flughafen Los Angeles 1981

Nach Beendigung der Entführung stellten sich die Geiselnehmer den lokalen Behörden. Bereits am 27. Februar wurden sie jedoch, vermutlich gegen Zahlung einer Million US-Dollar aus dem Lösegeld, ohne jegliche Anklage auf freien Fuß gesetzt. Die Täter konnten nie zweifelsfrei identifiziert werden. Das verbleibende Lösegeld wurde möglicherweise von der PFLP zur Unterstützung ihrer japanischen Verbündeten zur Durchführung des Massakers am Flughafen Lod, welches knapp einen Monat später am 30. Mai 1972 stattfand, eingesetzt.
Die Entführung der Baden-Württemberg markiert den Beginn einer Reihe von palästinensischen Terroranschlägen, die die Bundesrepublik Deutschland 1972 trafen. Die Ereignisse gipfelten im Münchner Olympia-Attentat und der späteren Entführung der Lufthansa-Maschine  „Kiel“ am 29. Oktober 1972 (Flug 615).
Israel warf der westdeutschen Regierung eine Kapitulation vor dem Terrorismus durch die Erfüllung der Forderungen vor. Dieser Vorwurf sowie die Behauptung, sie betreibe eine Appeasement-Politik im Nahostkonflikt, war einer der Gründe für das geänderte Vorgehen bei der Entführung des Flugzeugs „Landshut“ 1977: Anstatt mit den Entführern zu verhandeln, erfolgte eine Stürmung der gekidnappten Maschine im Mogadischu durch die GSG 9. Letztere war als Reaktion auf die Erfahrungen des Jahres 1972 gegründet worden.